# Alain Canhiart
Alain Canhiart, né vers 1000 et mort en 1058, fils de Benoît, comte et évêque de Cornouaille et père d'Hoël II, fut comte de Cornouaille de 1020 à 1058. Son surnom « Canhiart » issu du vieux breton Kann Yac'h (Combattant plein de vigueur, sain) est traduit dans les documents en latin par « Bellator fortis » il est vraisemblablement lié à son ardeur au combat.

## Origine et famille
Selon Pierre Le Baud Alain Canhiart est un descendant de « Rivallon Mur Marzou » et il appartient donc à la « ligne masculine des rois de Bretagne ».
Alain Canhiart est plus certainement issu de la lignée de vicomtes puis comtes qui depuis le milieu du Xe siècle ont imposé leur pouvoir héréditaire sur la Cornouaille. Il est le fils de Benoît ou Binidic, comte et évêque de Cornouaille, puisqu'il a été élu au siège épiscopal de Quimper après 990 dans des circonstances inconnues et qu'il exerce les deux fonctions de comte et d’évêque. Sa mère Guigoëdon ou Guiguoedon est la fille d’Orscand le Grand évêque de Vannes qui appartient à la famille du roi Alain de Bretagne dont Alain Canhiart porte d’ailleurs le nom qui n’appartient pas au stock onomastique de la famille de Cornouaille.

## Comte de Cornouaille
Alain accède au comté vers 1020 par renonciation de son père qui se démettra  peu après en 1022 de son évêché en faveur de son second fils Orscand. Les relations entre les deux frères et leurs épouses respectives, Judith et Onwen, seront parfois tendues mais Alain gardera toujours la prééminence sur son frère l’évêque.
Une brouille l’oppose à son suzerain Alain III de Bretagne qui reproche au comte d’avoir soutenu des rebelles  et le duc confisque des territoires appartenant à Alain dont l’île de Guadel  (Belle-Île-en-Mer). Alain Canhiart rentre en grâce rapidement après avoir facilité  le mariage de son suzerain en enlevant, selon la tradition, pour son compte Berthe de Blois, la fille du comte Eudes il recouvre l’île confisquée précédemment qui « avait appartenu à la dot de sa mère Guinoedon  ».
Alain Canhiart épouse vers 1026 Judith fille de Judicaël de Nantes et héritière de ce comté. Entre autres dons de mariage il lui cède, les noces ayant été célébrées suivant la coutume, cinq hameaux en Quistillic et la moitié de l'église de Cluthgual, avec la dîme, la sépulture et tous ses droits.
L'accroissement potentiel de sa puissance lié à son union semble avoir attiré l’attention du duc Alain III de Bretagne. Une armée ducale entre en Cornouaille mais elle est repoussée en 1031 près de Locronan grâce à l’intervention de Saint Ronan selon la tradition. Après une seconde réconciliation avec Alain III de Bretagne, Alain Canhiart doit faire face à l’indiscipline de ses propres vassaux les Léonais avec à leur tête Guyomarch Ier de Léon vicomte de Léon qui s’est soulevé avec « des tyrans » de sa région puis  Morvan vicomte du Faou. Le comte s’impose rapidement aux révoltés.
À la suite sa guérison d’une grave maladie, Alain Canhiart fonde selon la tradition vers 1029 l’abbaye Sainte-Croix de Quimperlé avec à ses côtés son frère l’évêque Orscand  et il en confie la direction à Gurloës. Il attribue à sa fondation Belle-Île.
En 1050 après la mort de Mathias Ier de Nantes, Alain Canhiart fait valoir les droits de son épouse contre Conan II de Bretagne et prend en charge en 1054 le comté de Nantes pour le compte de son fils et héritier Hoël.
Le comte meurt en 1058 et il est inhumé à l'abbaye Sainte-Croix de Quimperlé selon son obituaire. Jacques Cambry, dans son catalogue des objets échappés au vandalisme dans le Finistère, nous apprend que son tombeau fut détruit pendant la Révolution. Il y était représenté en costume de son temps, avec sa courte épée, son bouclier, ses armes.

## Union et descendance
Vers 1026, il épouse Judith, héritière du comté de Nantes, qui revient à celle-ci à la mort de son neveu, le comte Mathias Ier de Nantes.
Le couple a au moins six enfants dont quatre garçons : 
1. Hoël, comte de Nantes, de Cornouaille, duc de Bretagne ;
2. Guérech (ou Quiriac) (1030 - 1078), évêque élu de Nantes en 1059, consacré le 7 janvier 1061 ;
3. Budic, mort en 1091 ;
4. Hodiern, abbesse de Locmaria de Quimper ;
5. Benoît, abbé de l'abbaye Sainte-Croix de Quimperlé en 1066, évêque élu de Nantes en 1079, consacré en 1081, se retire en 1114 et meurt en 1115 ;
6. Orguen/Agnès, épouse d'Éon Ier de Penthièvre.